# فاليري شابوفالوف
فاليري شابوفالوف (بالأوكرانية: Шаповалов Валерій Валерійович)‏ هو لاعب كرة قدم أوكراني في مركز الدفاع، ولد في 27 أغسطس 1976 في أوديسا في أوكرانيا. لعب مع ميتالوره زابورجيا.

## وصلات خارجية
- فاليري شابوفالوف على موقع اتحاد أوكرانيا (الإنجليزية)
- فاليري شابوفالوف على موقع قاعدة بيانات كرة القدم.إي يو (الإنجليزية)